# Maubert-Fontaine
Maubert-Fontaine é uma comuna francesa na região administrativa de Grande Leste, no departamento das Ardenas. Estende-se por uma área de 10,33 km². Em 2010 a comuna tinha 1 109 habitantes (densidade: 107,4 hab./km²).